# 耕治人
耕 治人（こう はると、1906年8月1日 - 1988年1月6日）は、日本の小説家・詩人。本名の姓は、「たがやす」と読む。
熊本県八代市生まれ。明治学院英文科卒業。千家元麿に師事して詩作を始め、1930年（昭和5年）『耕治人詩集』を上梓する。
戦前の1937年（昭和12年）から川端康成を頼り、1939年（昭和14年）7月には、『文學界』に初めての小説を載せてもらうなど世話になっていた。
戦中の1945年（昭和20年）3月に、左翼思想犯として逮捕される。
戦後、主として私小説を書き始め、長く不遇だったが、1970年（昭和45年）に『一条の光』で読売文学賞、1972年 （昭和47年に『この世に招かれてきた客』で平林たい子文学賞受賞。ほかに『天井から降る哀しい音』（1986年）などが代表作だが、晩年の短編『そうかもしれない』で、認知症になった妻が夫を認められなくなり、看護婦から「あなたのご主人ですよ」と繰り返し言われて「そうかもしれない」と答える言葉が表題となっており、その哀切さで歿後、ささやかな耕治人ブームが起きた。

## 土地トラブル
戦後、1951年（昭和26年）8月に、耕治人とヨシ子夫妻は借金をして中野区野方町1-605（現・中野区野方4-30-9）に、地主の矢島から85坪借地して、10坪に平屋を建て住み始めた。
1958年（昭和33年）頃から文芸誌に作品が掲載できなくなり困窮した耕治人は、川端康成の妻・秀子の弟・松林喜八郎が小岩の公庫住宅に当たったという話を聞き、同年9月21日に、自分宅の隣りを借りた方がいいと手紙を出した。川端康成は面倒なことになるからと秀子や喜八郎にやめるように言ったが、喜八郎はその年の暮から耕宅の隣りに家を建て住み、翌1959年（昭和34年）1月28日に棟上げ式が行われた。耕は、たびたび隣家の喜八郎に借金を申し込み、職場のラジオ東京にまで押しかけることがあったという。
耕は、1960年（昭和35年）頃から、不眠症となり睡眠薬を常用するようになり、土地問題に悩み、土地と家を始末して引っ越すことを考え始め、1962年（昭和37年）に芳賀書店に就職し、以後5年間編集の仕事に従事するが、土地問題のしこりは40坪になっても消えず、睡眠薬常用から心臓障害を起こして、中本病院に通院するようになった。1967年（昭和42年）1月には睡眠薬で自殺未遂をし、松沢病院に入院するように医師に言われるが、平林たい子に反対されて大久保病院の脳外科に3月まで入院した。耕は、土地を川端一家にとられたと思い込み、この年の10月、40坪が自分の土地であることを確認するために、東京簡易裁判所中野支部に調停を申し立てた。しかし翌年1968年（昭和43年）5月に調停が成立し、土地問題は存在せず、単に通路の問題でしかないことが確認された。
耕は、川端没後の1975年（昭和50年）に、川端康成の実名は明かさずに、恩人に土地を騙し取られたと暗に川端一族を非難する『うずまき』『母の霊』などを執筆した。平野謙は、江藤淳と藤枝静男との『東京新聞』の対談上で、この耕の妄想の言い分を擁護して川端康成の実名を出して非難した。この時に自身が川端の名前を出したのではなく、あたかも藤枝静男が発言したかのように編集し直したことを、立原正秋は藤枝や新聞社から聞いて、平野のやり方は極めて卑劣で穢いと述べている。
耕の調停が全くの妄想であったことは、1983年（昭和58年）に川端秀子が『川端康成とともに』で経緯を明らかにし、事の真相が綴られている。秀子は、耕の言い分を通して川端を非難するようにしたのは、平野謙の陰謀だとしている。

## 著書
- 『結婚』小山書店 1948
- 『不良女学生』文藝春秋新社 1949
- 『詩人千家元麿』弥生書房 1957
- 『喪われた祖国』講談社 1959
- 『詩人蘿月』感動律俳句会 1964
- 『懐胎』芳賀書店 1966
- 『一条の光』芳賀書店 1969
- 『詩人に死が訪れる時』筑摩書房 1971
- 『うずまき』河出書房新社 1975
- 『母の霊』河出書房新社 1977
- 『料理』みき書房 1979
- 『耕治人全詩集』武蔵野書房 1980
- 『天井から降る哀しい音』講談社 1986
- 『耕治人全集』全7巻 晶文社 1988-89
- 『そうかもしれない』講談社 1988
- 『一条の光・天井から降る哀しい音』講談社文芸文庫 1991

## その他

### ドキュメンタリー
- NHK特集「どんなご縁で〜ある老作家夫婦の愛と死〜」（1988年、NHK）[7]